# توماس گلاور
توماس گلاور (انگلیسی: Tom Glover؛ زادهٔ ۲۴ دسامبر ۱۹۹۷) بازیکن فوتبال اهل استرالیا است.
از باشگاه‌هایی که در آن بازی کرده‌است می‌توان به باشگاه فوتبال تاتنهام هاتسپر اشاره کرد.
وی همچنین در تیم‌های ملی فوتبال زیر ۲۰ و زیر ۲۳ سال استرالیا بازی کرده‌است.